# Purlovia
Purlovia es un género extinto de sinápsidos teriodontos que vivieron en el Pérmico Superior en lo que ahora es Rusia. Junto con el género de Sudáfrica Nanictidops, con el que se encuentra estrechamente relacionado, es un miembro de la familia Nanictidopidae. Sus restos fósiles se encontraron en el distrito Tonshayevsky en el Óblast de Nizhni Nóvgorod. El género y la especie tipo, Purlovia maxima, fueron nombrados oficialmente en 2011 por Mikhail F. Ivakhnenko.
En comparación con otros terocéfalos, Purlovia tenía un cráneo muy ancho debido a que su región temporal estaba expandida. Visto desde arriba, posee una forma vagamente triangular. El cráneo mide cerca de 20 centímetros de largo, con casi la mitad de su longitud comprendida en la región postorbital, detrás de las órbitas oculares. Poseía grandes dientes caninos y dientes posteriores o bucales más pequeños, a lo largo de sus gruesos maxilares y mandíbulas. La mandíbula es robusta y forma una curva hacia arriba, con una región de la sínfisis bien desarrollada, en donde se unen ambas mitades de la mandíbula.

## En la cultura popular
Aparece en el videojuego ARK: Survival Evolved, representado como un carnívoro y con una exageración de pelaje.